# Coração Acelerado
Coração Acelerado é uma futura telenovela brasileira que será produzida pela TV Globo e transmitida a partir do dia 12 de janeiro de 2026. Substituirá Dona de Mim, sendo a 103ª "novela das sete" da emissora.
Criada e escrita por Izabel de Oliveira e Maria Helena Nascimento, contará com a direção artística de Carlos Araújo.
Contará com Isadora Cruz, Gabz, Filipe Bragança, Thomás Aquino, Leandra Leal, Isabelle Drummond, Daniel de Oliveira e Vladimir Brichta nos papéis principais.

## Enredo
O jovem cantor João Raul (Filipe Bragança), ídolo do sertanejo universitário e conhecido como “Mozão do Brasil”, quebra a internet com sua última publicação: "Onde está a garota do meu passado?". A pergunta vem com a revelação de que sua carreira teve uma musa inspiradora, uma menina que conheceu num show de talentos quando tinha apenas 12 anos. A garota é Agrado Garcia (Isadora Cruz), uma cantora e compositora com os pés no sertanejo e que não se curva ao machismo da indústria musical em busca do sonho de cantar para multidões.
Agrado foi criada pela mãe, Janete (a definir) e uma amiga desta, Zuzu (a definir), em caravanas musicais, cantando com elas em apresentações modestas de praça em praça. Fã de Marília Mendonça desde menina, sonha em se tornar uma cantora sertaneja famosa, mesmo passando pelas armações de Roney Soares (Thomás Aquino), dono de um escritório de agenciamento artístico e empresário de João Raul, e Naiane (Isabelle Drummond), uma influenciadora digital e filha da poderosa empresária musical Zilá (Leandra Leal), que é apaixonada pelo cantor e quer tirar todas as mulheres do seu caminho.
Em sua trajetória rumo à fama, Agrado conhece a talentosa Eduarda Rasa (Gabz), funcionária de uma lanchonete comandada pela rígida Olga (a definir) e que também sonha com uma carreira na música sertaneja. Tendo sido abandonada pela mãe na infância, Duda, como é chamada, não se deixa curvar pelas limitações e tem um cachorro, Bagunça, como grande companheiro de vida. Duda e Agrado acabam se conhecendo por um acaso no concurso Nó em Pingo D'Água e decidem formar a dupla As Donas da Voz, enfrentando todo o preconceito e mostrando que as mulheres podem chegar longe em um gênero musical tomado por homens.

## Elenco
| Intérprete             | Personagem          |
| ---------------------- | ------------------- |
| Isadora Cruz           | Agrado Garcia       |
| Gabz                   | Eduarda Rasa (Duda) |
| Filipe Bragança        | João Raul (Mozão)   |
| Isabelle Drummond      | Naiane Amaral       |
| Thomás Aquino          | Roney Soares        |
| Daniel de Oliveira     | Alaorzinho          |
| Leandra Leal           | Zilá Amaral         |
| Antonio Calloni        | Walmir              |
| Marcos Caruso          | Alaor               |
| Luiz Henrique Nogueira | Zeca                |
| Gabriel Godoy          | Palhares Leite      |
| Vladimir Brichta       | A definir           |
| Lucy Alves             | A definir           |
| Guito Show             | A definir           |
| Diego Martins          | A definir           |
| Luellem de Castro      | A definir           |
| Stepan Nercessian      | A definir           |
| Evaldo Macarrão        | A definir           |
| Kamila Amorim          | A definir           |
| A definir              | Zuzu                |
| A definir              | Tiago               |
| A definir              | Olga                |

### Participações especiais
| Intérprete       | Personagem            |
| ---------------- | --------------------- |
| Marília Mendonça | Ela mesma (homenagem) |
| Maiara & Maraisa | Elas mesmas           |
| A definir        | Janete Garcia         |

## Produção
Em fevereiro de 2024, a TV Globo acertou o retorno de Maria Helena Nascimento após o engavetamento de O Grande Golpe, novela prevista para o horário das nove, ao lado de Ricardo Linhares. A emissora solicitou para a autora um texto para a faixa das sete, mas sendo posta como a possível substituta de Volta por Cima no segundo semestre de 2025. A última novela de Helena havia sido Rock Story (2016–17) e o próximo trabalho solicitado teria uma pegada musical, mas diferente do texto citado.
Com o cancelamento de Conta Comigo, de Mauro Wilson, que causou o adiantamento de Volta por Cima, e a aprovação de Dona de Mim, a novela de Maria Helena seguiu mantida para o próximo semestre de 2025. Em maio de 2024, a Globo anunciou a recontratação de Izabel de Oliveira, que havia sido demitida em 2020 devido a reestruturação causada pela pandemia de COVID-19, cujo último trabalho na emissora havia sido em Verão 90 (2019), ao lado de Paula Amaral. Em junho, a emissora decidiu que Nascimento e Oliveira produzissem juntas a sucessora de Dona de Mim. A decisão encadeou em um fator que não acontecia desde a sequência de O Santo Mestiço (1968), A Grande Mentira (1968–69) e A Cabana do Pai Tomás (1969), com textos cuja autoria principal era apenas de mulheres, já que Claudia Souto e Rosane Svartman eram autoras das novelas antecessoras. O texto recebeu o nome provisório de Donas da Voz, mas, para evitar confusão com a antecessora, o título foi alterado para Coração Acelerado. Para compor a direção artística, Carlos Araújo foi o escolhido.
Prevista inicialmente para estrear no dia 17 de novembro de 2025, a novela foi adiada para o dia 12 de janeiro de 2026, tendo como principal motivo a fuga do período das festas de final de ano, já que a audiência costuma cair nessa época.

### Preparação
Para compor o universo do feminejo — movimento cultural que enfatiza as mulheres no universo da música sertaneja — as autoras usaram como inspiração a série de televisão musical Rensga Hits! (2023–presente), do Globoplay, tendo também a consultoria da dupla sertaneja Maiara & Maraisa, acompanhando a rotina das cantoras e seus shows realizados.
Visando incorporar a cantora sertaneja Agrado Garcia, Isadora Cruz se dedicou em aulas de canto, violão, linguagem corporal e prosódia, além de ter gravado as músicas da personagem com o auxílio dos produtores musicais Victor Pozas e Daniel Musy.

### Gravações
As gravações estão previstas para serem iniciadas em outubro de 2025, em Goiás.

### Escolha do elenco
Lázaro Ramos foi o primeiro nome confirmado no elenco para interpretar o empresário Roney Soares, o que marcaria o seu retorno ao horário desde uma participação especial em Rock Story (2016–17) e em um papel fixo desde Geração Brasil (2014). O ator, porém, acabou migrando para A Nobreza do Amor, do horário das 18h, e o papel ficou com Thomás Aquino, que faz sua estreia às 19h após protagonizar Guerreiros do Sol (2025) e integrar o elenco de Vale Tudo (2025). Rayssa Bratillieri — que obteve um ótimo desempenho no reboot de Elas por Elas (2023–24) —, e Isadora Cruz — que ganhou destaque em Mar do Sertão (2022–23) e Volta por Cima (2024–25) — foram convidadas para realizarem testes para interpretarem as protagonistas da trama, com Cruz sendo a escolhida para interpretar Agrado. Marina Ruy Barbosa se tornou um nome desejado pela produção para integrar o elenco da trama, porém a atriz havia sido cogitada para integrar o elenco de Três Graças, novela do horário das nove de Aguinaldo Silva, que substituiu Vale Tudo em outubro. No entanto, a atriz não respondeu aos convites das duas obras. Leandra Leal foi confirmada no elenco no papel da empresária sertaneja Zilá, uma das antagonistas da trama, marcando seu retorno às telenovelas em um papel fixo desde Império (2014–15) e ao horário das 19h desde Cheias de Charme (2012), quando passou a se dedicar em participações em séries como Justiça (2016–24), Aruanas (2019–21) e A Vida pela Frente (2023), além dos trabalhos como roteirista e diretora. Para interpretar o protagonista João Raul, o Mozão, foram cogitados os nomes de Nicolas Prattes e Danilo Mesquita, mas o escolhido acabou sendo Filipe Bragança, que, assim como Thomás, faz sua estreia no horário das 19h.
Destaque em Mania de Você (2024–25), Gabz foi cotada e confirmada para interpretar Eduarda, uma das protagonistas, também estreando no horário das 19h. Afastada das telenovelas desde Verão 90 (2019), quando passou a se dedicar totalmente a carreira de produtora e modelo, Isabelle Drummond anunciou seu retorno ao gênero interpretando a obcecada Naiane, uma das antagonistas, marcando sua quarta parceira com a autora Izabel de Oliveira e a segunda com Leandra Leal desde Cheias de Charme (2012), da mesma autora. Estando em alta após fechar em quarto lugar no Big Brother Brasil 25, Vitória Strada foi convidada para integrar o elenco, o que marcaria seu retorno ao horário das sete desde a participação especial em Fuzuê (2023–24) e em um papel fixo desde Salve-se Quem Puder (2020–21). Mas a atriz e ex-BBB também não respondeu aos convites. Lucy Alves foi convidada para interpretar uma cantora sertaneja na trama, combinando a duas facetas da artista. Vladimir Brichta retorna ao horário das sete desde Quanto Mais Vida, Melhor! (2021–22), além de marcar sua segunda parceria com a autora Maria Helena Nascimento desde Rock Story. Marcos Caruso também retorna ao horário das sete desde Quanto Mais Vida, Melhor! e retoma a parceria com Brichta. Destaque em Pantanal (2022), Guito Show é outro a fazer sua estreia no horário das sete. Antonio Calloni retorna à faixa desde a sua participação especial em Vai na Fé (2023) e em um papel fixo no horário desde Além do Horizonte (2013–14).
Diego Martins também integra a faixa das 19h e faz seu retorno às novelas após Terra e Paixão (2023–24), quando passou a se dedicar ao teatro e as rápidas participações nos programas da Globo. Além de Martins, também regressam ao gênero: Luiz Henrique Nogueira, ausente da faixa desde Verão 90, e Luellem de Castro, afastada dos folhetins desde Malhação: Vidas Brasileiras (2018–19), além de estrear na faixa das 19h. Stepan Nercessian também retorna às telenovelas após quatro anos de sua participação em Quanto Mais Vida, Melhor. Outro retorno ao gênero foi o de Daniel de Oliveira, após sua participação em Guerreiros do Sol pelo streaming, e na televisão seu último trabalho havia sido em Os Dias Eram Assim (2017) e o último papel fixo na faixa foi em Cobras & Lagartos (2006). Destaque em No Rancho Fundo (2024), Evaldo Macarrão faz a sua estreia no horário das 19h. Gabriel Godoy também retorna à faixa após Família É Tudo (2024). Kamila Amorim faz a sua estreia em novelas após se destacar no filme Levanta, Regiane, produzido pela TV Anhanguera Goiânia.
Ana Paula Arósio foi cotada para fazer uma participação especial na trama como Janete, mãe da protagonista Agrado (Isadora Cruz), trabalho que marcaria seu retorno a atuação após uma década longe da televisão, quando atuou no seu último projeto, o seriado Na Forma da Lei (2010), enquanto sua última telenovela foi Ciranda de Pedra (2008). Outra atriz cotada para o papel de Janete foi Leticia Spiller, o que marcaria seu retorno às telenovelas brasileiras desde O Sétimo Guardião (2018–19) e seu retorno à faixa desde I Love Paraisópolis (2015). Além de Spiller e Arósio, Lívia Andrade também foi convidada a fazer uma participação na trama, o que marcaria a sua estreia numa telenovela global, além do retorno ao gênero desde Chiquititas (2013–15), no SBT.
Circulou pela imprensa que Beth Goulart estaria no elenco da novela, o que supostamente marcaria seu retorno à Globo desde Três Irmãs (2008–09) e ao gênero desde Gênesis (2021), da Record. Goulart acabaria negando a informação, afirmando que sequer chegou a receber um convite formal do canal.